# Axel Louissaint
Axel Louissaint (* 3. Januar 1996 in Pompaples) ist ein schweizerischer Basketballspieler.

## Laufbahn
Louissaint wechselte 2011 aus der Jugendakademie von Fribourg Olympic in die Nachwuchsabteilung des französischen Vereins Élan Sportif Chalonnais. Den Sprung ins Profikader schaffte der Flügelspieler dort nicht, 2015 kehrte er in die Schweiz zurück und spielte fortan bis 2017 für die Lugano Tigers in der Nationalliga A.
In der Sommerpause 2017 wechselte er innerhalb der Nationalliga A zu Vevey Riviera Basket und wurde dort Mannschaftskamerad seiner Brüder Steeve und Gardner. In 21 Spielen des Grunddurchgangs erzielte er während der Saison 2017/18 im Schnitt 10,4 Punkte sowie 3,1 Rebounds, im Juli 2018 wurde er vom spanischen Zweitligisten Leyma Coruña unter Vertrag genommen. Nach dem Saisonende in Spanien verstärkte er im Kampf um den Meistertitel 2019 seinen früheren Verein Fribourg Olympic.
Im Sommer 2020 kehrte er zu den Lugano Tigers zurück und bot dort überzeugende Leistungen. Im März 2021 nahm Louissaint ein Angebot des französischen Zweitligisten Olympique d’Antibes an. Im Mai 2021 zog er sich kurz nach der Vertragsverlängerung in Antibes eine schwere Achillessehnenverletzung zu. Erst am Ende der Saison 2021/22 kehrte er aufs Spielfeld zurück und kam auf vier Einsätze für Antibes, ehe im Sommer 2022 die Trennung erfolgte. Anfang März schloss er sich wieder Vevey Riviera Basket an.
Der BBC Monthey-Chablais verpflichtete ihn in der Sommerpause 2023.

### Nationalmannschaft
Bei der B-EM im Altersbereich U20 im Jahr 2015 war Louissaint mit einem Schnitt von 13,1 Punkten pro Begegnung bester Werfer der Schweizer Mannschaft.